# Leonardo Guarnotta
Leonardo Guarnotta (Palermo, 12 febbraio 1940) è un magistrato italiano.

## Biografia
È stato membro del pool antimafia di Palermo coordinato dal giudice Antonino Caponnetto. Con Giovanni Falcone, Paolo Borsellino e Giuseppe Di Lello ha istruito il Maxiprocesso di Palermo. Ha approfondito soprattutto gli aspetti finanziari della criminalità mafiosa.